# گروه بی‌تی

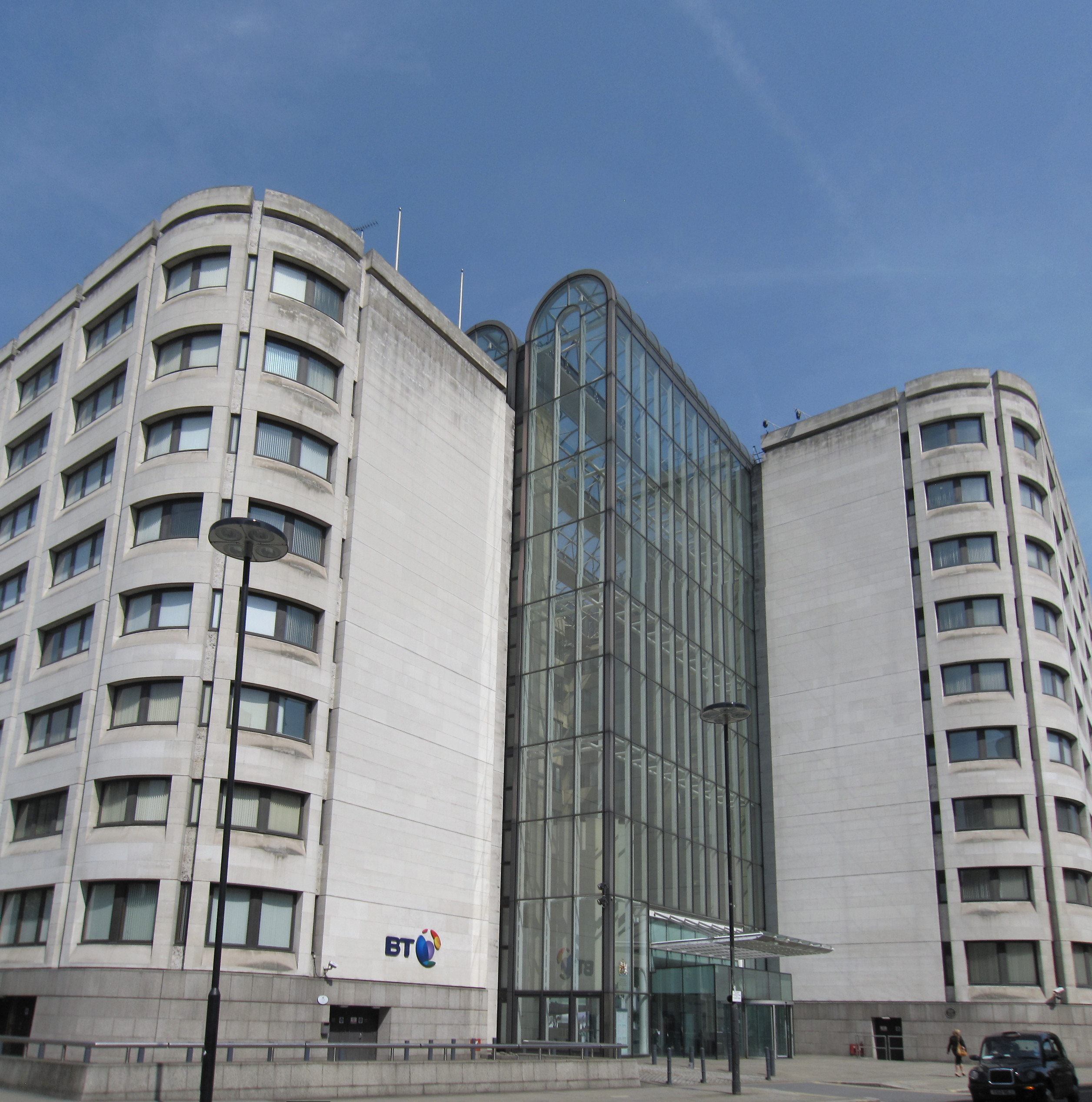
ساختمان مرکزی گروه بی‌تی در شهر لندن

گروه بی‌تی (به انگلیسی: BT Group) شرکت هلدینگ بریتانیایی چندملیتی خدمات مخابراتی است، که دفتر مرکزی آن، در شهر لندن، انگلستان قرار دارد. این شرکت یکی از بزرگ‌ترین ارائه‌دهندگان خدمات مخابراتی در جهان است، که در بیش از ۱۷۰ کشور فعالیت می‌کند.
گروه بی‌تی از‌طریق یکی از شرکت‌های تابعهٔ خود به‌ نام «شرکت خدمات جهانی بی‌تی»، به اپراتورهای فعال در کشورهای مختلف خدمات مخابراتی عرضه می‌کند. شرکت تابعهٔ دیگر با نام «بی‌تی ریتیل»، در‌زمینهٔ ارائه خطوط تلفن ثابت، خدمات تلویزیون پولی و دسترسی به اینترنت فعالیت می‌نماید و دارای بیش از ۱۸ میلیون مشترک در بریتانیا می‌باشد.
در طول تابستان سال ۲۰۱۲ گروه بی‌تی به‌طور رسمی در اجرای بازی‌های المپیک تابستانی ۲۰۱۲ لندن مشارکت نمود. این شرکت از زمان شروع المپیک، تا آخرین روز مسابقات پارالمپیک، شبکه‌ای از ۹۴ نقطه را به‌صورت رایگان تحت پوشش صوتی و دیتا قرار داده بود، که برای تماس‌های صوتی، از صدا روی پروتکل اینترنت و برای خدمات دیتا و اینترنت، از تکنولوژی وای-فای استفاده می‌کرد.
ریشه‌های شکل‌گیری گروه بی‌تی به زمان تأسیس الکتریک تلگراف کمپانی در سال ۱۸۴۶ بازمی‌گردد. این شرکت نخستین زیرساخت‌های شبکه مخابراتی بین کشورها را ایجاد کرد. در سال ۱۹۱۲ شرکت دولتی جنرال پست آفیس، انحصار مخابرات در بریتانیا را در دست گرفت. شرکت پست آفیس در سال ۱۹۶۹ به یک شرکت سهامی عام تبدیل شد.
فرم کنونی شرکت بریتیش تلکام در سال ۱۹۸۰ تأسیس شد و در سال ۱۹۸۱ از شرکت جنرال پست آفیس جدا شد و به‌صورت مستقل فعالیت خود را آغاز کرد. بریتیش تلکام در سال ۱۹۸۴ به بخش خصوصی واگذار شد و بیش از ۵۰ درصد از سهام آن به سرمایه‌گذاران فروخته شد. دولت بریتانیا سهام باقی‌مانده خود را نیز در فاصله سال‌های ۱۹۹۱ تا ۱۹۹۳ به‌ فروش گذاشت. هم‌اکنون بخشی از سهام گروه بی‌تی در بازارهای بورس لندن و بورس نیویورک معامله می‌شود.